# Ronnier Reyes
Ronnier Reyes – wenezuelski zapaśnik w stylu wolnym. Brązowy medalista mistrzostw panamerykańskich w 2009 roku.